# ویفی کاکس
ویفی کاکس (انگلیسی: Wiffy Cox؛ ۲۷ اکتبر ۱۸۹۶ – ۲۰ فوریهٔ ۱۹۶۹) یک گلف‌باز بود.